# Náměstí Míru (plein)

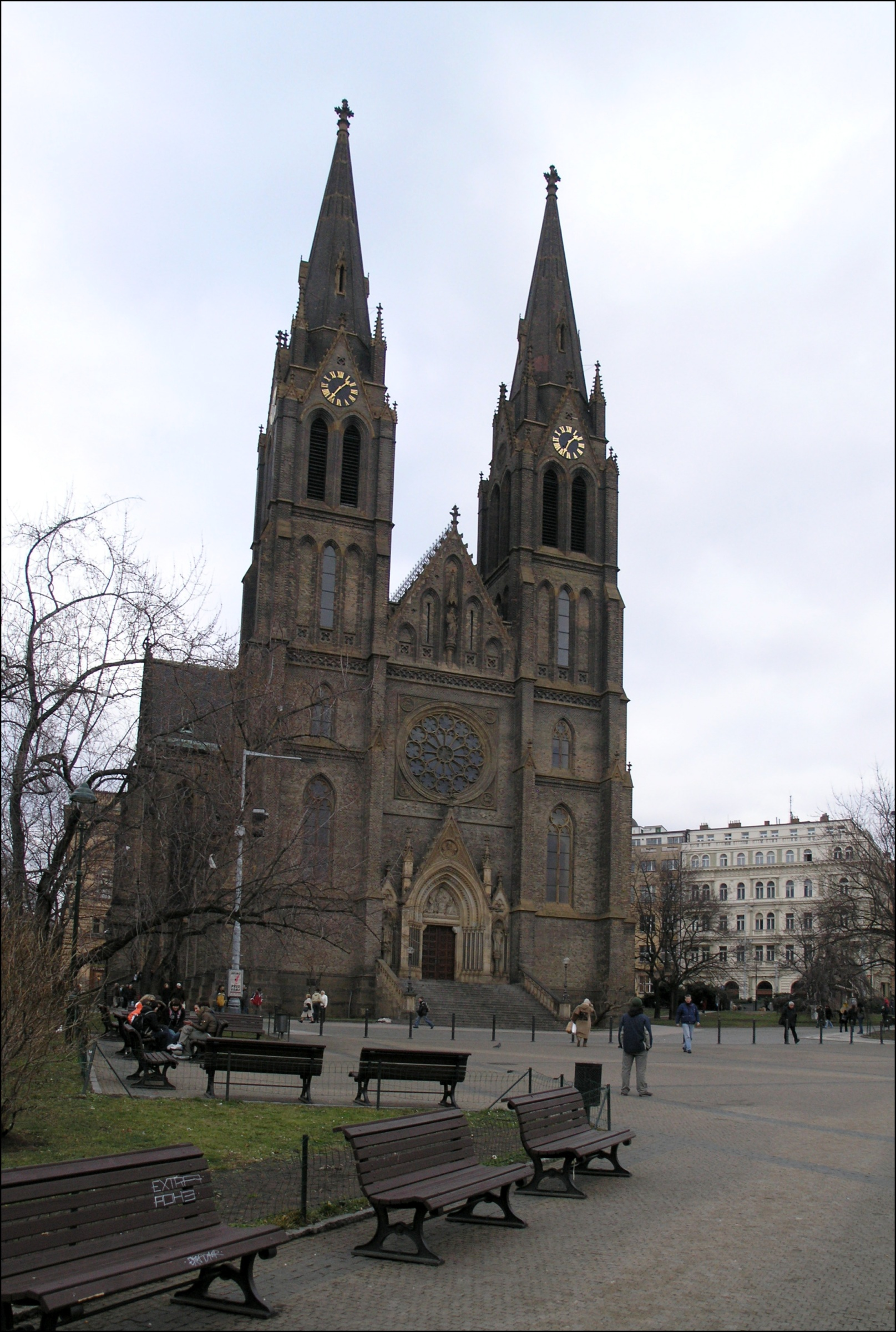
Het plein met de Sint-Ludmillakerk

Náměstí Míru (letterlijk: Plein van de Vrede) is een plein in de wijk Vinohrady van de Tsjechische hoofdstad Praag.
De Sint-Ludmillakerk is het meest opvallende gebouw aan het plein. Ook het theater Divadlo na Vinohradech is gevestigd aan het Náměstí Míru. Het plein is te bereiken middels meerdere tramlijnen, daarnaast loopt metrolijn A eronderdoor. De metro is te bereiken via het station Náměstí Míru dat 53 meter onder het plein ligt.